# 1149 Волга
1149 Волга је астероид главног астероидног појаса са пречником од приближно 55,57 .
Афел астероида је на удаљености од 3,170 астрономских јединица (АЈ) од Сунца, а перихел на 2,626 АЈ.
Ексцентрицитет орбите износи 0,093, инклинација (нагиб) орбите у односу на раван еклиптике 11,749 степени, а орбитални период износи 1802,298 дана (4,934 године).
Апсолутна магнитуда астероида је 10,57 а геометријски албедо 0,033.
Астероид је откривен 1. августа 1929. године.